# Onze-Lieve-Vrouw-van-Banneuxkapel (Douvergenhout)

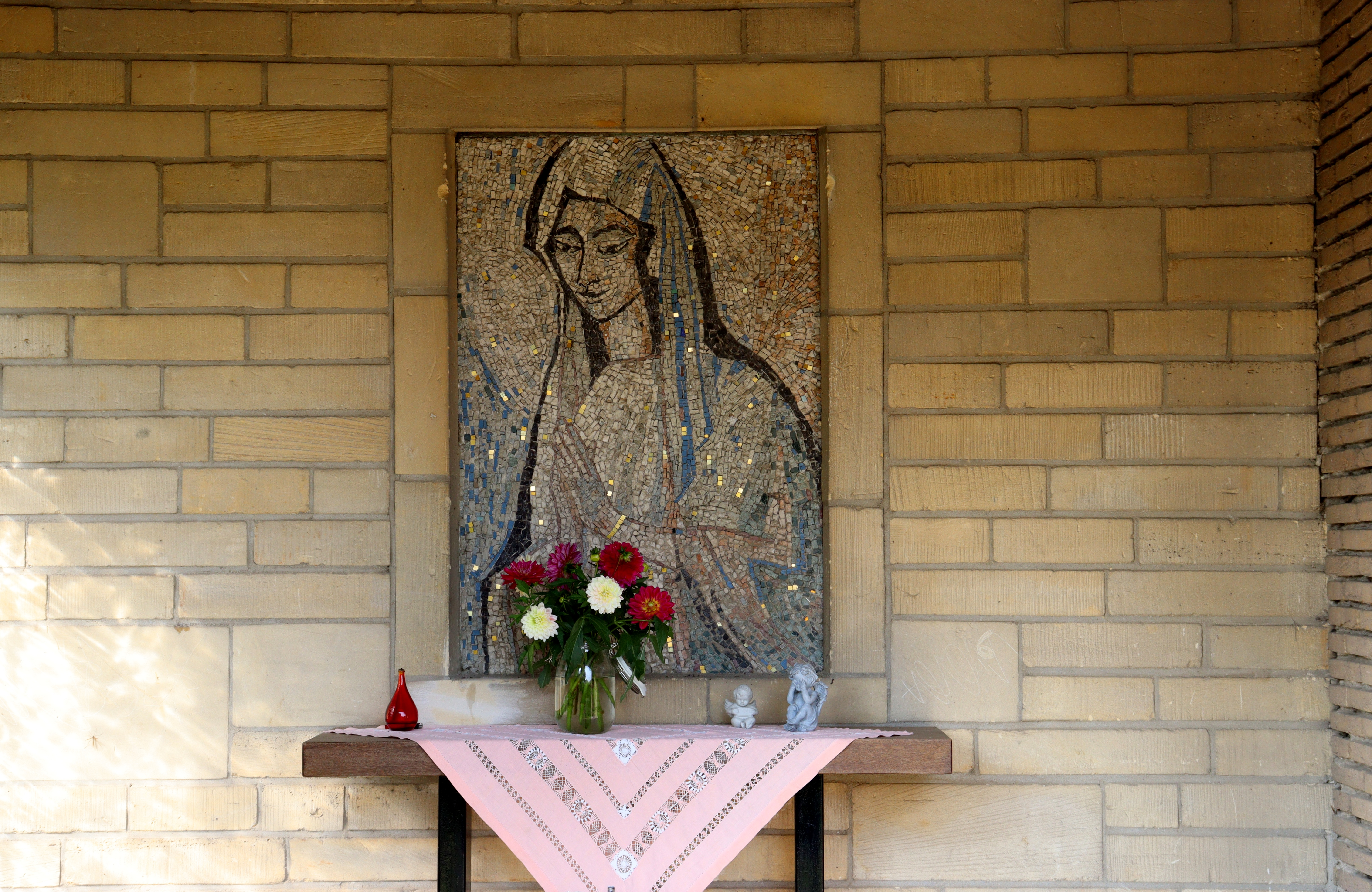
Interieur Onze-Lieve-Vrouw-van-Banneuxkapel (Douvergenhout)

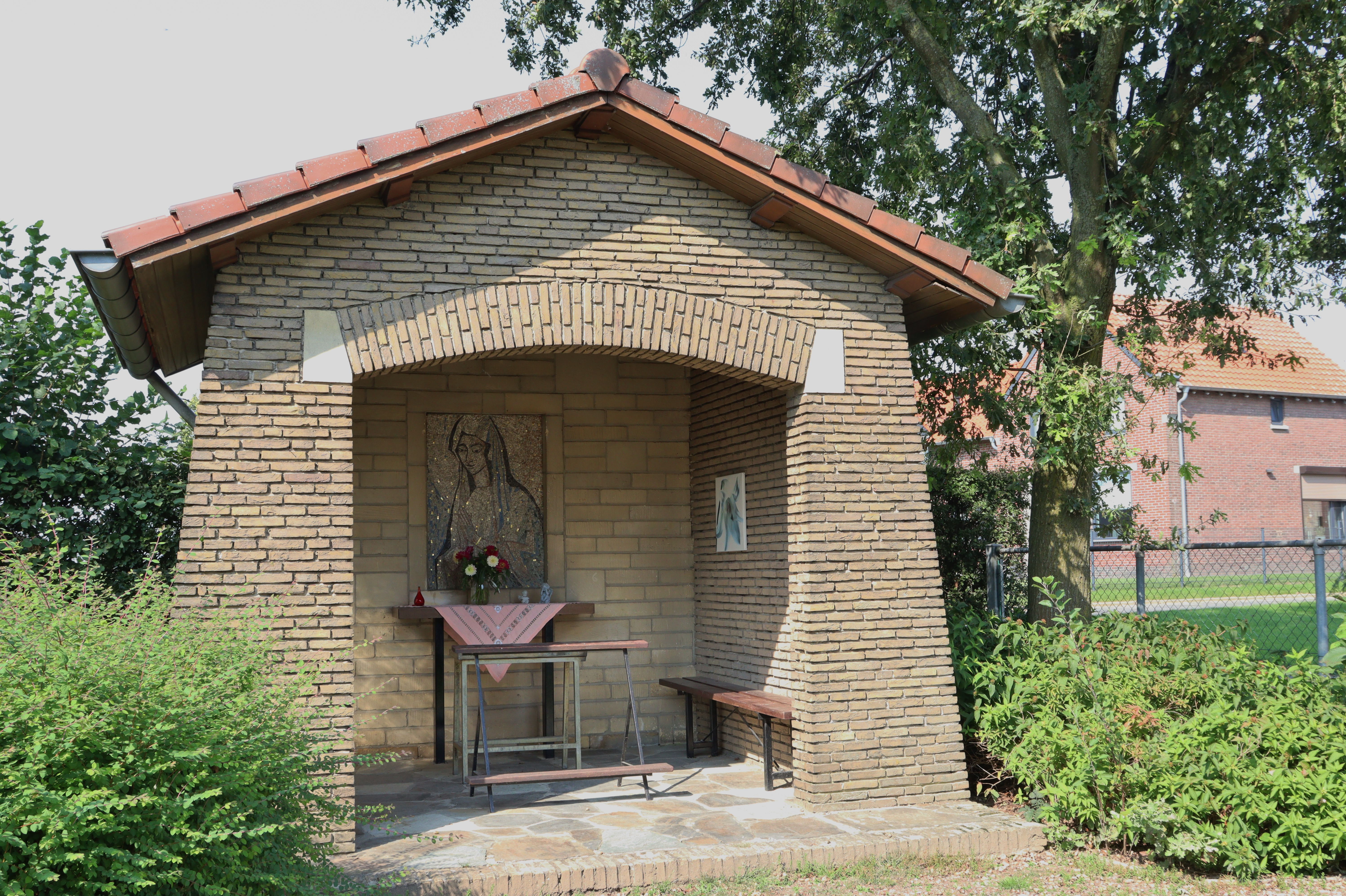
Buitenkant Onze-Lieve-Vrouw-van-Banneuxkapel (Douvergenhout)

De Onze-Lieve-Vrouw-van-Banneuxkapel is een kapel in Douvergenhout in de Nederlands Zuid-Limburgse gemeente Beekdaelen. De kapel staat aan het noordwestelijk uiteinde van de buurtschap aan de Haagstraat tegenover nummer 46.
De kapel is gewijd aan Maria, specifiek aan Onze-Lieve-Vrouw van Banneux.

## Geschiedenis
In 1954 kregen de buurtbewoners van bisschop Lemmens toestemming om een kapel te bouwen. Echter op dat moment ontbraken de nodige middelen om de kapel te kunnen bouwen.
In 1962 werd de kapel door buurtbewoners gebouwd. Op 15 augustus 1962 werd de kapel door de pastoor ingezegend.

## Bouwwerk
De open kapel is opgetrokken in gele bakstenen op een rechthoekig plattegrond en wordt gedekt door een overstekend zadeldak met pannen. In de linker zijgevel is rechthoekig venster aangebracht met glazen bouwstenen. In de frontgevel bevindt zich de segmentboogvormige toegang, waarbij de aanzetstenen uitgevoerd zijn in mergelsteen. Aan de beide uiteinden van de frontgevel loopt deze door in de schuin uitgemetselde steunberen.
Van binnen is de kapel bekleed met gele bakstenen, behalve de achterwand die in mergelsteen uitgevoerd is. Tegen de achterwand is het altaar geplaatst. Boven het altaar is op de achterwand een mozaïek aangebracht van Maria.